# Kanton Ozoir-la-Ferrière
Der Kanton Ozoir-la-Ferrière ist seit 2015 ein französischer Wahlkreis in den Arrondissements Provins und Torcy im Département Seine-et-Marne und in der Region Île-de-France; sein Hauptort ist Ozoir-la-Ferrière.

## Gemeinden
Der Kanton besteht aus zwölf Gemeinden mit insgesamt 64.271 Einwohnern (Stand: 1. Januar 2022) auf einer Gesamtfläche von 162,57 km²:
| Gemeinde                 | Einwohner 1. Januar 2022 | Fläche km² | Dichte Einw./km² | Code INSEE | Postleitzahl | Arrondissement |
| ------------------------ | ------------------------ | ---------- | ---------------- | ---------- | ------------ | -------------- |
| Chevry-Cossigny          | 4.019                    | 16,75      | 240              | 77114      | 77173        | Torcy          |
| Favières                 | 1.293                    | 28,27      | 46               | 77177      | 77220        | Provins        |
| Férolles-Attilly         | 1.251                    | 12,76      | 98               | 77180      | 77150        | Torcy          |
| Ferrières-en-Brie        | 3.887                    | 6,75       | 576              | 77181      | 77164        | Provins        |
| Gretz-Armainvilliers     | 8.682                    | 13,51      | 643              | 77215      | 77220        | Torcy          |
| Lésigny                  | 7.015                    | 10,13      | 692              | 77249      | 77150        | Torcy          |
| Ozoir-la-Ferrière        | 20.969                   | 15,58      | 1.346            | 77350      | 77330        | Torcy          |
| Pontcarré                | 2.149                    | 9,46       | 227              | 77374      | 77135        | Provins        |
| Servon                   | 3.430                    | 7,40       | 464              | 77450      | 77170        | Torcy          |
| Tournan-en-Brie          | 8.324                    | 15,47      | 538              | 77470      | 77220        | Torcy          |
| Villeneuve-le-Comte      | 1.869                    | 19,09      | 98               | 77508      | 77174        | Torcy          |
| Villeneuve-Saint-Denis   | 1.383                    | 7,40       | 187              | 77510      | 77174        | Torcy          |
| Kanton Ozoir-la-Ferrière | 64.271                   | 162,57     | 395              | 7716       | –            | –              |